# Prvenstvo Anglije 1933
Prvenstvo Anglije 1933 v tenisu.

## Moški posamično
Jack Crawford :  Ellsworth Vines, 4-6, 11-9, 6-2, 2-6, 6-4

## Ženske posamično
Helen Wills Moody :  Dorothy Round Little, 6-4, 6-8, 6-3

## Moške dvojice
Jean Borotra /  Jacques Brugnon :  Rjosuke Nunoi /  Džiro Sato, 4–6, 6–3, 6–3, 7–5

## Ženske dvojice
Simone Mathieu /  Elizabeth Ryan :  Freda James /  Billie Yorke, 6–2, 9–11, 6–4

## Mešane dvojice
Hilde Krahwinkel  /  Gottfried von Cramm :  Mary Heeley /  Norman Farquharson, 7–5, 8–6